# N8 - Baltische Route
De N8 - Baltische Route (Deens: Østersøruten) is een landelijke lusvormige langeafstandsfietsroute in Denemarken. De route maakt een grote lus door het zuiden van Denemarken. Een deel van het traject is onderdeel van de EuroVelo EV10 Oostzeeroute. Het traject is bewegwijzerd in twee richtingen met het cijfer 8 en is onderdeel van de nationale fietsroutes van Denemarken.

## Traject
De route begint en eindigt in Padborg aan de grens met Duitsland op Jutland. Hier kan de EuroVelo EV10 Oostzeeroute verder gevolgd worden Duitsland in. Ook kan worden aangesloten op de N3 - Ossenwegroute. In Sønderborg kan worden aangesloten op de landelijke route N5 - Oostkustroute. De route gaat naar Fynshav, hier kan met de veerboot worden overgestoken naar het eiland Ærø. 
Met de veerboot wordt overgestoken naar Svendborg waar de route zichzelf kruist (en dus kan worden ingekort). Deze stad ligt op het eiland Funen. De route wordt vervolgd naar Rudkøbing en met weer een veerboot naar Nakskov op het eiland Seeland. 
De route kruist bij Maribo op het eiland Falster de landelijke route N7 - Sjællands Odde-Rødbyhavn. In Nykøbing Falster is er een aansluiting met de EuroVelo EV7 Route van de Zon en de landelijke route N9 - Gedser-Helsingør. Deze lopen parallel mee, naar het eiland Møn tot Bissinge en daarna weer van Stege tot Gammel Kalvehave op het eiland Seeland. Tussen Bissinge en Stege maakt de EV10 samen met de N8 een lus via Møns Klint.
Vanaf Vordingborg tot Næstved loopt de route parallel met de landelijke route N7.
Bij Korsør sluit de route aan op de landelijke route N6 - Esbjerg-Kopenhagen tot Nyborg en gaat over de Grote Beltbrug naar het eiland Funen. De route volgt de zuidkant van dit eiland en kruist zichzelf weer in Svendborg.
Vanaf Middelfart loopt de route parallel met de landelijke route N6 - Esbjerg-Kopenhagen tot Kolding. Vanaf Fredericia op Jutland loopt de route parallel met de landelijke route N5 - Oostkustroute tot de stad Aabenraa. 
De route eindigt in Padborg.

## Aansluitingen met Europese routes
- Tussen Padborg en Gammel Kalvehave is de route onderdeel van de EuroVelo EV10 Oostzeeroute.
- Tussen Nykøbing Falster en Bissinge en tussen Stege en Kopenhagen loopt de route parallel met de EuroVelo EV7 Route van de Zon.

## Aansluitingen met andere routes
- In Padborg kan worden aangesloten op de N3 - Ossenwegroute of op de Duitse variant hiervan.
- In Sønderborg kan worden aangesloten op de landelijke route N5 - Oostkustroute.
- In Maribo kruist de route de landelijke route N7 - Sjællands Odde-Rødbyhavn.
- Tussen Nykøbing Falster en Bissinge en tussen Stege en Gammel Kalvehave loopt de route parallel met de landelijke route N9 - Gedser-Helsingør.
- Tussen Vordingborg en Næstved loopt de route parallel met de landelijke route N7 - Sjællands Odde-Rødbyhavn.
- Tussen Korsør en Nyborg loopt de route parallel met de landelijke route N6 - Esbjerg-Kopenhagen.
- Tussen Middelfart en Kolding loopt de route parallel met de landelijke route N6 - Esbjerg-Kopenhagen.
- Tussen Fredericia en Aabenraa loopt de route parallel met de landelijke route N5 - Oostkustroute.